# 施滕岑格赖特
施滕岑格赖特是奥地利施蒂利亚州魏茨县的一个市镇。总面积13.13平方公里，总人口512人，人口密度39.0人/平方公里（2005年）。